# Michael Zaslow
Michael Joel Zaslow (Inglewood, 1 de noviembre de 1942 - Nueva York, 6 de diciembre de 1998) fue un actor estadounidense. Fue conocido por su papel como el villano Roger Thorpe en la telenovela Guiding Light, de la cadena CBS, un papel que desempeñó desde 1971 hasta 1980 y nuevamente desde 1989 hasta 1997.

## Vida y carrera
Zaslow nació en Inglewood (California). Hizo el papel de Dick Hart en la telenovela de CBS Search for Tomorrow y del Dr. Peter Chernak en Love Is a Many Splendored Thing. También representó a David Renaldi en la telenovela de ABC One Life to Live (entre 1983 y 1986, y en 1998). Zaslow también escribió la telenovela de NBC Another World.
Zaslow fue actor invitado en un muchos programas de televisión y telenovelas, entre ellas Barnaby Jones y La ley y el orden. En el episodio «The Man Trap», en 
el estreno de la serie de ciencia ficción Star Trek (que salió al aire el 8 de septiembre de 1966), representó al tripulante Darnell, el primer miembro de la tripulación de la nave espacial Enterprise que fue asesinado. Ese incidente provocó el primer diagnóstico de la línea ahora famosa: «Está muerto, Jim» dicha por el tripulante del Enterprise Dr. Leonard McCoy (representado por DeForest Kelley). Zaslow también apareció como Jordan en el episodio «I, Mudd». También coprotagonizó la película You Light Up My Life (1977).
Los créditos teatrales de Zaslow en Broadway incluyen Fiddler on the Roof, Cat on a Hot Tin Roof (La gata sobre el tejado de zinc caliente) y Onward Victoria.
Zaslow fue padrino del actor de cine y televisión Christian Slater (1969-).
Sin embargo, Zaslow fue siempre más conocido por su trabajo como Roger Thorpe en Guiding Light. Uno de los villanos centrales de la serie de la década de 1970, su primera "muerte" en pantalla fue votada la escena superior en la historia del programa cuando la serie celebra su 50 aniversario. A finales de 1980, regresó a la feria y de nuevo se convirtió en una figura central. Zaslow recibió múltiples nominaciones (y una victoria) al premio Daytime Emmy por su trabajo en ese papel, y continuamente apareció en las listas de intérpretes de telenovelas preferidos tanto por los críticos como por los fanáticos.
En 1997 comenzó a experimentar dificultades para hablar. Cuando se hizo notorio en la pantalla, se le concedió una licencia en Guiding Light. (Hay versiones contradictorias sobre si Zaslow fue echado de la telenovela. Desde hacía algún tiempo existía una acción legal contra Guiding Light, y la empresa patrocinadora ―Procter & Gamble― finalmente lo resolvió). Algún tiempo después finalmente se le diagnosticó a Zaslow la ELA (esclerosis lateral amiotrófica). Zaslow no volvió a Guiding Light y fue remplazado brevemente antes de que la telenovela fuera discontinuada. (En 2004, el personaje de Zaslow en Guiding Light murió fuera de la pantalla.).
En 1998, Zaslow fue contratado en One Life to Live para representar nuevamente al músico David Renaldi. Su enfermedad se introdujo en el guion. Zaslow hizo varias apariciones hasta que estuvo demasiado enfermo como para seguir trabajando. Su última aparición en One Life to Live se televisó el 1 de diciembre de 1998, pocos días antes de su muerte. Su personaje nunca murió en la telenovela,  la cual durante un período de dos años pasó por una serie de escritores, ninguno de los cuales optaron por hacer frente a la enfermedad de David Renaldi y la muerte de Michael Zaslow.
Su viuda, la psicóloga y escritora Susan Hufford creó ZazAngels, una fundación para recaudar fondos con el fin de encontrar una cura para la enfermedad ELA. 
Varios de sus compañeros de reparto de Guiding Light and One Life to Live, junto con varias estrellas de Broadway, han participado en homenajes a Zaslow con el fin de recaudar fondos para la fundación ZazAngels.
En 2004 falleció Helena, la hija de Zaslow y Hufford. Susan Hufford publicó un libro sobre Zaslow y su pelea contra la ELA, titulado Not that man anymore (no ser más aquel hombre). Zaslow había comenzado a escribir el libro varios años antes.
En 2006, Susan Hufford murió de cáncer. Le sobrevivió su hija, Marika Zaslow.